# 阮蘭絲
阮蘭絲（France Nguyễn Vân Nga，1939年7月31日—）是一位法國裔美國演員、模特兒和心理諮商師。她因在《南太平洋》（1958年）、《撒旦不眠》（1962年）和《A Girl Named Tamiko》（1962年）中扮演主角，以及在《喜福會》（1993年）中扮演盈盈聖克萊爾而為電影觀眾所熟知。
她還在根據同名小說改編的百老匯戲劇《蘇西黃的世界》中擔任主角。
阮蘭絲曾獲得戲劇世界獎（Theatre World Award）和入圍金球獎。

## 生平
阮蘭絲於1958年成為一名電影演員。她的第一個角色是在羅傑斯與漢默斯坦的音樂劇《南太平洋》中飾演血腥瑪麗（胡安妮塔·霍爾飾演）的女兒利亞特。
1978年，阮蘭絲與彼得·福克和路易斯·喬丹（Louis Jourdan） 客串出演了《神探可倫坡》劇集“Murder Under Glass”。1986年，她加入了《波城杏話》（St. Elsewhere）的演員陣容，飾演 aulette Kiem博士，一直待到該劇於1988年結束。
阮蘭絲演出多部影片，包括《最後一次見到阿奇》（1961年）、《撒旦不眠》（1962年）、《A Girl Named Tamiko》（1962年）、《鑽石頭》（1963年）、 《第五維度》（1966年）、《猩球崛起》（1973年）、《喜福會》（1993年）和《The American Standards》（2008年）。